# Fessia hohenackeri
Fessia hohenackeri là một loài thực vật có hoa trong họ Măng tây. Loài này được (Fisch. & C.A.Mey.) Speta mô tả khoa học đầu tiên năm 1998.